# Draconarius pakistanicus
Draconarius pakistanicus là một loài nhện trong họ Amaurobiidae.
Loài này thuộc chi Draconarius. Draconarius pakistanicus được miêu tả năm 2005 bởi Ovtchinnikov.